# Business 2 Community
Business 2 Community（ビジネストゥーコミュニティ）は、2010年にブライアン・ライスの個人的なブログとして始められ、後にライスとダン・クリエルによってBusiness 2 Communityとして改組された、実業界を扱うウェブサイト。このサイトでは、現在のビジネス環境の見解を提供しており、Business 2 Communityに投稿された記事は、ソーシャルメディアを通して定期的に共有されている。